# Фельдберг
Фельдберг (нім. Feldberg) — гора у Південному Шварцвальді. Висота — 1.493 м, це найвища гора у Баден-Вюртемберзі і Шварцвальді. Фельдберг також найвища точка Німецького середньогір'я. Фельдберг дав назву також громаді Фельдберг.

## Клімат
Середня річна температура приблизно дорівнює 3°C, а рівень опадів становить 2114 мм на рік. Тип клімату субатлантичний з меншим градієнтом температури ніж у долині. Серпень є єдиним місяцем, у якому не був зафіксований снігопад. У середньому сніг іде 175 днів у році. Зважаючи на відкрите розміщення швидкість вітру може досягати 130 км/год.
Екстремальні зафіксовані значення: 
- Найвища температура 27,4°C була зафіксована 31 липня 1983.
- Найнижча температура -30,7°C була зафіксована 10 лютого 1956.
- Найбільший рівень снігу 350 см був зафіксований 9 та 10 березня 1970 року.
- Найбільша швидкість вітру 205,2 км/год була зафіксована 13 лютого 1962.